# Sydney (film)
Sydney (tytuł oryg. Hard Eight) – amerykański film kryminalny z 1996 roku.

## Główne role
- Philip Baker Hall – Sydney
- John C. Reilly – John
- Gwyneth Paltrow – Clementine
- Samuel L. Jackson – Jimmy

## Fabuła
Sydney jest sześćdziesięcioletnim hazardzistą, który wolne chwile spędza w kasynach. Pewnego dnia spotyka Johna, mężczyznę z poważnymi problemami finansowymi, któremu postanawia pomóc. Uczy go kilku swoich sztuczek i pomaga mu związać się z Clementine. Wkrótce jednak pojawia się szantażysta.